# 俄罗斯联邦最高仲裁法院
俄罗斯联邦最高仲裁法院（俄语：Высший арбитражный суд Российской Федерации），是俄罗斯最高司法机关负责解决经济纠纷和审议其他案件的仲裁法庭，创立于1992年1月23日，2014年8月6日被解散，职权并入俄罗斯联邦最高法院。